# Oxidatieve fosforylering

In de binnenmembranen van mitochondriën vindt oxidatieve fosforylering plaats. Producten uit de citroenzuurcyclus, zoals NADH, leveren elektronen af aan de elektronentransportketen. Eiwitcomplexen zullen de elektronen doorgeven en daarbij H^{+}-ionen (protonen) over het membraan pompen.

De oxidatieve fosforylering is een onderdeel van de stofwisseling waarin energie uit voedingsstoffen via een reeks redoxreacties, en met gebruikmaking van zuurstof, wordt omgezet en opgeslagen in adenosinetrifosfaat (ATP). In eukaryoten, zoals planten en dieren, vindt de oxidatieve fosforylering plaats binnen mitochondriën. Het proces is uiterst efficiënt: in het menselijk lichaam produceert het ongeveer 60% van alle energie.
Voedingsstoffen worden in cellen afgebroken, bijvoorbeeld in de citroenzuurcyclus. Hierbij worden energierijke moleculen gevormd. Tijdens de oxidatieve fosforylering wordt deze energie zo aangewend dat ATP kan worden geproduceerd. ATP is de drager van chemische energie in vrijwel alle levende cellen. De oxidatieve fosforylering eindigt met een stap waarin zuurstof optreedt als elektronenacceptor. Dit feit verklaart waarom de meeste cellen zuurstof nodig hebben om te kunnen leven.
In eukaryoten wordt de oxidatieve fosforylering gekatalyseerd door vijf eiwitcomplexen in het binnenmembraan van de mitochondriën. Bij prokaryoten bevinden deze eiwitten zich in het plasmamembraan. Samen vormen de eiwitcomplexen een zogenaamde elektronentransportketen. Tijdens het doorgeven van elektronen door deze keten worden er protonen (H+-ionen) over het membraan getransporteerd. Uit de hierdoor aangelegde protonengradiënt kan ATP worden gevormd; de terugstroom van protonen via ATP-synthase levert de energie voor de koppeling van fosfaat aan ADP.

## Grondprincipes

### Overzicht
Tot de jaren 1960 was het mechanisme van oxidatieve fosforylering een van de grootste puzzels in de biochemie. Dankzij de inzichten en de experimentele creativiteit van de Britse biochemicus Peter Mitchell (1920-1992) – en het daaropvolgende werk van vele andere onderzoekers – is een groot deel van de puzzel inmiddels opgelost. Oxidatieve fosforylering is gebaseerd op een gradiënt van protonen (H+-ionen) over het mitochondriale membraan en de daaropvolgende gebruikmaking van de in dat gradiënt opgeslagen energie om ATP te vormen.
In levende cellen worden organische verbindingen uit voedsel, zoals koolhydraten en vetten, door middel van katabole stofwisselingsroutes afgebroken (celademhaling). Tijdens deze processen, waarvan de citroenzuurcyclus veruit het hoogste rendement heeft, wordt de energierijke elektronendrager NADH gevormd. NADH is een zeer sterke reductor, die in staat is zijn elektronen af te staan aan de elektronentransportketen. Dit is een reeks van grote enzymcomplexen waardoorheen elektronen stapsgewijs worden doorgegeven. Bij iedere doorgeefstap komt een beetje energie vrij. Deze energie wordt gebruikt om protonen (H+-ionen) over het membraan te pompen. Hierdoor ontstaat een zuurgraadverschil aan weerszijden van het membraan.
De protonen hebben de 'neiging' terug te diffunderen naar de andere kant van het membraan; terug naar een omgeving met een lage protonenconcentratie. Dit principe, chemiosmose, werd door Peter Mitchell in 1961 voorgesteld als de motor achter energiewinning in de cel. Hij bewees dat de terugstroom van protonen alleen via ATP-synthase kan plaatsvinden. Wanneer genoeg protonen ATP-synthase passeren, zal dit grote eiwitcomplex een fosfaatgroep koppelen aan ADP, zodat ATP wordt gevormd. Het gehele proces – de elektronenoverdracht en de daaraan gekoppelde chemiosmose – noemt men oxidatieve fosforylering. Meer dan 90% van alle ATP in het menselijk lichaam wordt via dit mechanisme geproduceerd.

### Elektronenoverdracht

Reductie van co-enzym Q10, van ubichinon (Q) naar het gereduceerde ubichinol (QH_{2}).

De overdracht van elektronen speelt een sleutelrol in de energiestofwisseling, die voor een belangrijk deel bestaat uit redoxreacties. De elektronentransportketen is opgebouwd uit een reeks grote membraangebonden eiwitcomplexen die elektronen aan elkaar door kunnen geven, op basis van oplopende elektronegativiteit. Bij sommige van de doorgeefstappen – drie in het geval van mitochondriën – worden H+-ionen afgeplitst die over het membraan worden getransporteerd (gepompt).
Elektronen worden van eiwitcomplex naar eiwitcomplex gedragen door mobiele elektronendragers, zoals chinonen en cytochromen. Ook deze moleculen dragen bij aan het protonengradiënt. Co-enzym Q10, een vet-oplobare chinon in de binnenmembranen van mitochondriën, pompt bijvoorbeeld twee protonen over het membraan. Een andere elektronendrager is cytochroom c, dat als water-oplosbaar eiwit in de intermembraanruimte voorkomt.
Binnen eiwitcomplexen worden elektronen gevangen en overgedragen door cofactoren, voornamelijk flavinen en ijzer-zwavelclusters. IJzer-zwavelclusters bestaan uit twee of vier ijzeratomen en een gelijk aantal zwavelatomen, gecoördineerd door zijketens van cysteïne. Hoewel er meerdere ijzeratomen in een cluster zitten, kan telkens maar één elektron worden opgenomen en afstaan. Elektronen kunnen behoorlijke afstanden binnen eiwitcomplexen afleggen door achtereenvolgens doorgeven via cofactoren.

## Elektronentransportketen in eukaryoten
Voedingsstoffen worden binnen cellen afgebroken in katabole reactiepaden, zoals de glycolyse, bèta-oxidatie en bovenal de citroenzuurcyclus. Bij al deze processen ontstaat een hoog-energetisch molecuul genaamd NADH. Dit molecuul bevat elektronen met een zeer lage redoxpotentiaal, wat wil zeggen dat het een grote hoeveelheid energie vrijgeeft bij oxidatie. In een levende cel komt deze energie niet in één keer vrij; de energie wordt via een reeks enzymcomplexen in kleine stapjes vrijgegeven. Deze keten van enzymen wordt de elektronentransportketen genoemd en bevindt zich in het binnenmembraan van het mitochondrion, de energiecentrale van de cel.
Mitochondriën zijn aanwezig in de cellen van vrijwel alle eukaryotische levensvormen: in planten, dieren, schimmels en vele eencelligen. Mitochondriën zijn opgebouwd uit een vrij doorgankelijk buitenmembraan en een ondoorgankelijk binnenmembraan. Het binnenmembraan omgeeft de binnenste ruimte (de matrix) en is sterk geplooid. In de plooien (cristae) bevinden zich de eiwitcomplexen, die als taak hebben protonen uit de matrix naar de intermembraanruimte te pompen. In dieren en planten bewegen elektronen via drie eiwitcomplexen (complex I, III en IV) naar de laatste elektronenacceptor zuurstof. De actieve centra van deze eiwitcomplexen zijn sterk geconserveerd in de evolutie; ze lijken nog precies op die in bacteriën. In onderstaande paragrafen zullen hun structuur en functie apart beschreven worden.

### Complex I: NADH-dehydrogenase

NADH doneert twee elektronen, die via een gebonden cofactor (FMN) en acht ijzer-zwavelclusters (FeS) naar ubichinon (Q) zullen gaan. Tijdens de elektronen-overdracht vinden er conformatieveranderingen plaats waardoor vier protonen over het membraan gaan.

Het eerste eiwitcomplex in de elektronentransportketen is NADH-dehydrogenase, ook wel NADH–ubichinon-oxidoreductase of Complex I genoemd. Het is een zeer groot eiwitcomplex dat in zoogdieren uit 46 subunits bestaat en een massa heeft van bijna een miljoen dalton. Bij veel organismen is het ruwweg L-vormig, met een hydrofobe arm en hydrofiele arm. De genen die coderen voor de subunits van Complex I bevinden zich in zowel het kern-DNA als in het mitochondriale DNA. Dit is bij veel eiwitten van mitochondriën het geval.
De reactie die door dit enzymcomplex wordt gekatalyseerd, is de oxidatie van NADH en de gelijktijdige reductie van ubichinon (vaak afgekort als Q in reactievergelijkingen). Ubichinon is een vet-oplosbare chinonverbinding die vrij in het mitochondriale membraan circuleert. Tijdens deze redoxreactie worden de elektronen van NADH overgedragen op ubichinon, dat daarbij twee protonen opneemt en gereduceerd wordt tot ubichinol (QH2). De reactie wordt als volgt weergegeven.
{\displaystyle {\ce {NADH + Q + 5H+ -> NAD+ + QH2 + 4H+}}}
De reactie begint wanneer een NADH-molecuul aan Complex I bindt en zijn twee hoog-energetische elektronen afstaat. De elektronen worden gevangen door een vastgebonden elektronendrager genaamd flavine-mononucleotide (FMN), en vervolgens doorgegeven via een reeks van acht ijzer-zwavelclusters. Terwijl de elektronen door Complex I bewegen, worden er drie protonen uit de matrix in de intermembraanruimte gepompt. Vermoed wordt dat dit op basis van gesynchroniseerde conformatieveranderingen gebeurt in de hydrofobe arm.

### Complex II: Succinaat-dehydrogenase
Een tweede ingangspunt van de elektronentransportketen is succinaat-dehydrogenase, voluit succinaat-Q-oxidoreductase of Complex II. Het is een bijzonder enzym omdat het zowel in de elektronentransportketen als in de citroenzuurcyclus functioneert. Complex II bestaat uit vier subunits en bevat de cofactor flavine-adenine-dinucleotide (FAD) en een aantal ijzer-zwavelclusters. Het enzymcomplex katalyseert de oxidatie van succinaat naar fumaraat. Net als bij Complex I, worden de elektronen overgedragen op ubichinon (Q). Hoewel succinaat-dehydrogenase in het mitochondriale membraan is ingebed, pompt het geen protonen over het membraan en draagt het dus niet bij aan het protonengradiënt; het wordt daarom niet beschouwd als een wezenlijk onderdeel van de ademhalingsketen.
{\displaystyle {\ce {{Succinaat}+ Q -> {Fumaraat}+ QH2}}}

### Complex III: Cytochroom-c-reductase

Het ene elektron van ubichinol (QH_{2}) gaat via een ijzer-zwavelcluster (FeS) en een heemgroep (c_{1}) naar cytochroom c. Het andere elektron wordt via cytochroom b terug-gecirculeerd in de ubichinon-pool.

Cytochroom-c-reductase of Complex III is een groot eiwitcomplex dat in zoogdieren uit twee gelijk gevormde delen bestaat (dimeer). Elk deel is opgebouwd uit 11 subunits. De functionele kern van Complex III bevat een ijzer-zwavelcluster en drie cytochromen. Cytochromen zijn kleine eiwitten waarin een heemverbinding voorkomt, die gemakkelijk elektronen kan opnemen en afstaan.
Complex III accepteert twee elektronen van ubichinol en geeft deze via de ijzer-zwavelcluster en een heemgroep door aan cytochroom c. Cytochroom c is een wateroplosbaar eiwit dat zich in de intermembraanruimte bevindt. Het brengt de elektronen, één voor één, naar het laatste eiwitcomplex in de ademhalingsketen (Complex IV). In totaal transporteert Complex III vier protonen over het membraan.
{\displaystyle {\ce {QH2{}+ 2 Cyt\, c_{ox}{}+ 2H+ -> Q{}+ 2 Cyt\, c_{red}{}+ 4H+}}}
Het reactiemechanisme van Complex III is relatief ingewikkeld. De twee elektronen uit ubichinol gaan niet rechtstreeks naar cytochroom c, maar volgen verschillende routes; een van de elektronen gaat via een heemgroep naar cytochroom c aan het membraanoppervlak. Het andere elektron gaat terug naar een apart gebonden ubichinon-molecuul, dat daarbij één proton opneemt en in een radicaal verandert (ubisemichinon). Vervolgens bindt een tweede ubichinol aan Complex III. Eén elektron gaat wederom naar cytochroom c, de ander wordt geaccepteerd door ubisemichinon, dat als nieuwe ubichinol vrijkomt in het membraan. Door middel van deze redoxcyclus worden twee extra protonen over het membraan gepompt, vier in totaal.

### Complex IV: Cytochroom-c-oxidase

Elektronen van cytochroom c gaan via twee koperatomen (Cu) naar een zuurstofmolecuul, dat vastgebonden zit tussen heemijzer een nabijgelegen koperatoom.

Het laatste eiwitcomplex in de ademhalingsketen is cytochroom-c-oxidase of Complex IV. In zoogdieren bestaat het uit 13 subunits, met twee ijzerbevattende heemgroepen en drie koperatomen. Complex IV katalyseert de overdracht van de elektronen uit cytochroom c naar moleculair zuurstof (O2), de allerlaatste elektronenacceptor in de keten.
De ijzer- en koperatomen zijn nodig om een O2-molecuul te binden terwijl er vier elektronen op overgedragen worden. Omdat de elektonen één voor één door cytochroom c worden aangeleverd, is het van belang dat zuurstof enige tijd wordt vastgehouden in het eiwitcomplex; de tussenproducten zijn zeer reactief en mogen absoluut niet vrijkomen. Het eerste heemijzer in Complex IV fungeert als een wachtpunt voor inkomende elektronen.
{\displaystyle {\ce {4Cyt\,c_{red}{}+O2{}+8H+->4Cyt\,c_{ox}{}+2H2O{}+4H+}}}
Zuurstof heeft een zeer hoge affiniteit voor elektronen, wat betekent dat er een grote hoeveelheid energie vrijkomt wanneer het gereduceerd wordt tot water. Het proces is zo rendabel, dat het vermoedelijk een cruciale stap is geweest bij de evolutie van meercellig leven; het zou verklaren waarom alle meercellige organismen zuurstof nodig hebben. Cytochroom-c-oxidase pompt tijdens de reductie van water nog eens vier protonen over het membraan.

### Organisatie van de complexen

Supercomplex van de ademhalingsketen in eukaryoten. Elektronen kunnen zeer snel via ubichinon (Q) en cytochroom c door het supercomplex heen bewegen naar zuurstof, de terminale elektronenacceptor.

Uit onderzoek met elektronenmiscroscopen is gebleken dat de eiwitcomplexen van de ademhalingsketen zich in het mitochondriale membraan samenvoegen tot zogenaamde supercomplexen. Doordat de eiwitcomplexen dicht op elkaar liggen, kunnen ubichinon en cytochroom c zeer snel en efficiënt elektronen doorgeven. Protonen worden als ware in één beweging over het membraan gepompt per afgeleverd NADH-molecuul. In zoogdieren heeft het complete supercomplex, ook wel respirasoom genoemd, een massa van ongeveer 1.7 miljoen dalton.
De vorming van supercomplexen is afhankelijk van een speciale membraanlipide (cardiolipine), die de complexen bijeenhoudt als een soort hydrofobe lijm. Cardiolipine wordt alleen gesynthetiseerd in het mitochondriale binnenmembraan. Naast zijn stabiliserende werking is het ook van belang voor het impermeabel (ondoorgankelijk) houden van het membraan voor protonen.
Respirasomen zijn uit diverse weefsels geïsoleerd, vooral uit weefsels waar voortdurend een grote vraag naar energie is, zoals hart-, lever- en hersenweefsel. Ook in planten, schimmels en ongewervelde dieren zoals C. elegans is het bestaan van supercomplexen aangetoond.

## Elektronentransportketen in prokaryoten
De eiwitcomplexen die in bacteriën en archaea deel uitmaken van de elektronentransportketen zijn, zowel in hun structuur als hun functie, veel diverser dan in eukaryoten. De belangrijkste reden hiervoor is dat bacteriën en archaea veel verschillende substraten (voedingsstoffen) gebruiken als elektronendonor. Het stelt hen in staat in zeer verschillende, soms onherbergzame omgevingen te leven. Net als bij eukaryoten zijn de eiwitcomplexen er op gericht protonen over een membraan te pompen, om zo een elektrochemisch gradiënt aan te leggen. De eiwitcomplexen zijn bij prokaryoten niet in inwendige mitochondriën, maar in het plasmamembraan ingebed.
| Enzymcomplex              | Redox-paar                | Redoxpotentiaal (volt) |
| ------------------------- | ------------------------- | ---------------------- |
| Formiaat-dehydrogenase    | Bicarbonaat / Formiaat    | −0.43                  |
| Hydrogenase               | Proton / Waterstofgas     | −0.42                  |
| NADH-dehydrogenase        | NAD+ / NADH               | −0.32                  |
| Pyruvaat-oxidase          | Acetaat + CO2 / Pyruvaat  | ?                      |
| Lactaat-dehydrogenase     | Pyruvaat / Lactaat        | −0.19                  |
| D-aminozuur-dehydrogenase | Oxozuur + NH3 / Aminozuur | ?                      |
| Glucose-dehydrogenase     | Gluconaat / Glucose       | −0.14                  |
| Succinaat-dehydrogenase   | Fumaraat / Succinaat      | +0.03                  |
| Ubiquinol-oxidase         | Zuurstof / Water          | +0.82                  |
| Nitraat-reductase         | Nitraat / Nitriet         | +0.42                  |
| Nitriet-reductase         | Nitriet / Ammonia         | +0.36                  |
| DMSO-reductase            | DMSO / DMS                | +0.16                  |
| Fumaraat-reductase        | Fumaraat / Succinaat      | +0.03                  |

De bacterie E. coli heeft niet per se NADH nodig als elektronendonor, maar kan ook gebruikmaken van stoffen als formiaat, waterstofgas of lactaat. Hun elektronentransportketen kan eindigen met zuurstof, maar ook met nitraat, fumaraat en zelfs het synthetische oplosmiddel DMSO. Hoe groter het verschil in redoxpotentiaal tussen de oxidator en reductor, hoe meer energie er vrijkomt wanneer ze reageren. Veel bacteriën hebben stofwisselingsroutes ontwikkeld die een gunstige reductor produceren.
Prokaryoten kunnen flexibel gebruikmaken van elektronendonoren en -acceptoren uit hun omgeving door hun enzymproductie te variëren. Deze flexibiliteit is mogelijk doordat de verschillende eiwitcomplexen in hun elektronentransportketens dezelfde elektronendragers (ubichinon) gebruiken. Hierdoor kunnen veel combinaties van enzymen samen functioneren, verbonden door het gemeenschappelijke ubiquinol-tussenproduct. De ademhalingsketens van prokaryoten hebben dus een modulaire opbouw, waarin uitwisselbare sets van enzymsystemen worden gebruikt.

## Synthese van ATP

Diagram van ATP-synthase. In de kop van ATP-synthase wordt een eiwitketen (de rotor) rondgedraaid op basis van een protonenstroom. De rotor bevat de katalytische centra die ATP produceren uit ADP en fosfaat (P_{i}).

Het laatste enzymcomplex binnen de oxidatieve fosforylering is ATP-synthase, soms aangeduid als Complex V. ATP-synthase komt voor in alle bekende levensvormen en produceert adenosinetrifosfaat (ATP), de drager van chemische energie in alle levende cellen, door fosfaat (Pi) te koppelen aan ADP. ATP-synthase is een fijn afgestemde nanomachine bestaande uit 23 aparte subunits. Het heeft een totale massa van ongeveer 600.000 dalton.
Protonen uit de intermembraanruimte stromen via ATP-synthase terug naar de matrix, dat daarbij in beweging wordt gebracht. De beweging leidt ertoe dat een ADP-molecuul kan binden en vervolgens gedwongen wordt een fosfaatgroep op te nemen (een fosforyleringsreactie). Geschat wordt dat er vier protonen nodig zijn om een ATP-molecuul te produceren.
{\displaystyle {\ce {ADP + Pi + 4H+_{intermembraan}<=> ATP + H2O + 4H+_{matrix}}}}
ATP-synthase kan goed beschouwd worden als een moleculaire turbine, waarin een draaiend onderdeel (de rotor) door instromende protonen wordt aangedreven in een stilstaand onderdeel (de stator). De 'kop' van het enzymcomplex is opgebouwd uit alternerende α- en β-subunits, en bevat de katalytische centra waar ADP wordt omgezet in ATP. De rotor maakt tijdens elke passage van een proton één deelrotatie, waarbij de conformatie van de katalytische centra zo wordt veranderd, dat ADP een binding kan vormen met een fosfaatgroep.
Onderzoek naar de torsie (draaikracht) die in ATP-synthase wordt uitgeoefend, heeft uitgewezen dat het enzymcomplex ongeveer 60 keer krachtiger is dan een dieselmotor van gelijke afmetingen. Om te bewijzen dat de rotor van ATP-synthase daadwerkelijk ronddraait, hebben onderzoekers een actinefilament aan de rotor gebonden, dat onder de fluorescentiemicroscoop inderdaad zichtbaar ronddraaide. In menselijke spiercellen maakt ATP-synthase ongeveer 8000 omwentelingen per minuut, wat overeenkomt met 400 moleculen ATP per seconde.

## Reactieve zuurstofverbindingen
Moleculair zuurstof (O2) is door zijn hoge elektronegativiteit een ideale elektronenacceptor om de elektronentransportketen mee te eindigen. Het vermogen van levende wezens om zuurstof als elektronenacceptor te gebruiken, vereist echter een verfijnde chemische tactiek. Zodra een molecuul O2 een elektron opneemt, vormt zich een superoxideradicaal (O2•–) dat heftig wil reageren met moleculen in de directe omgeving. Gevolg is dat vrije superoxides snel schade toebrengen aan celcomponenten, zoals eiwitten en DNA.
{\displaystyle {\ce {O2->[{\ce {e^{-}}}]{\underset {Superoxide}{O2^{\underline {\bullet }}}}->[{\ce {e^{-}}}]{\underset {Peroxide}{O2^{2-}}}}}}
Het cytochroom-c-oxidasecomplex heeft in de loop van de evolutie het vermogen ontwikkeld om op uiterst veilige wijze zuurstof tot water reduceren, waarbij maar weinig gedeeltelijk gereduceerde tussenproducten ontstaan. Desondanks komen er altijd kleine hoeveelheden superoxide en peroxide vrij uit de elektronentransportketen. Omdat de vorming van reactieve zuurstofverbindingen het sterkst is bij een groot membraanpotentiaal, wordt verondersteld dat mitochondriën hun membraanpotentiaal zo reguleren dat ATP-productie gemaximaliseerd en oxidatieve stress geminimaliseerd wordt.
Om de schadelijke effecten van reactieve zuurstofverbindingen tegen te gaan, maken cellen gebruik van antioxidanten. Belangrijke antioxidanten zijn vitamine C, vitamine E, glutathion en bepaalde enzymen zoals dismutase, catalase en peroxidase. Deze neutraliseren de reactieve zuurstofmoleculen door ermee te reageren tot onschadelijke producten.

## Problemen
Er zijn een aantal dingen die mis kunnen gaan bij de oxidatieve fosforylering. Dit kan erg ernstige gevolgen hebben, omdat organismen zo afhankelijk zijn van dit proces voor hun energieproductie.
Er zijn toxische stoffen die invloed hebben op de oxidatieve fosforylering. Dit heeft niet alleen gevolgen voor de oxidatieve fosforylering zelf, maar voor de hele keten van de aerobe dissimilatie. Als één onderdeel van de keten misgaat, kan de rest ook niet meer doorgaan. Bijvoorbeeld, voeg oligomycine toe. Het resultaat hiervan is dat de H+-pompen geen protonen door kunnen laten omdat de concentratie te hoog voor ze wordt om nog protonen door te kunnen pompen. NADH en FADH2 zijn dan niet geoxideerd en de citroenzuurcyclus houdt op met werken omdat er geen NAD+ en FAD moleculen zijn om gereduceerd te worden.
- Cyanide onderbreekt de elektronentransportketen in de binnenste membraan van het mitochondrium omdat het sterker dan zuurstof aan het Fe3+ (ijzerion) in cytochroom a3 van complex IV bindt, waardoor voorkomen wordt dat dit cytochroom elektronen met zuurstof combineert.
- Oligomycine zorgt ervoor dat het ATP-synthase eiwit geen ATP meer kan maken van de protonen.
- CCCP (m-chloro-carbonylcyanide-phenylhydrazine) vernietigt de protonenconcentratie door ervoor te zorgen dat de protonen uit het membraan kunnen vloeien. Zonder de concentratie kan de ATP-synthase niet functioneren.
- Een detergent of een andere substantie die cellulaire membranen vernietigt door hun fosfolipide dubbellaag (celmembraan) af te breken zal het membraan dat gebruikt wordt bij de oxidatieve fosforylering afbreken en voorkomt zo een protonenconcentratie.
- Rotenon voorkomt de overdracht van elektronen van Fe-S centra in Complex I naar ubichinon. De elektronen die Complex 1 binnenkomen zijn afkomstig van NADH. Zij zorgen voor het grootste deel van het verminderde potentiaal naar de elektronentransportketen.
- Antimycine-A voorkomt de overdracht van elektronen van Complex III naar Complex IV.
- Koolstofmonoxide en azide binden zich onomkeerbaar aan Complex IV. Hierdoor kan het eiwit niet functioneren, wat chemische verstikking veroorzaakt.
- Dinitrofenol of 2,4-dinitrofenol (ook wel DNP) werkt als ontkoppelaar van de oxidatieve fosforylering. Het transporteert protonen over de membraan heen zonder hierbij ATP aan te maken.

Dit zijn slechts enkele voorbeelden van toxische stoffen die een grote invloed hebben op het proces van de oxidatieve fosforylering.
Men denkt dat defecten in de subunits van Complex I de oorzaak kunnen zijn van verschillende mitochondriale ziekten, zoals het syndroom van Leigh en de ziekte van Parkinson.
In beschadigde mitochondriën, permeabel voor protonen, is de ATP-synthase werkzaam in omgekeerde volgorde, dus als ATPase. ATPase is een erg goede manier om ATP te ontbinden in ADP en Pi.